# Грабувка (Водзіславський повіт)
Грабувка (пол. Grabówka) — село в Польщі, у гміні Любомія Водзіславського повіту Сілезького воєводства.
Населення — 222 особи (2011).
У 1975-1998 роках село належало до Катовицького воєводства.

## Демографія
Демографічна структура станом на 31 березня 2011 року:
|          | Загалом | Допрацездатний вік | Працездатний вік | Постпрацездатний вік |
| -------- | ------- | ------------------ | ---------------- | -------------------- |
| Чоловіки | 103     | 18                 | 79               | 6                    |
| Жінки    | 119     | 28                 | 72               | 19                   |
| Разом    | 222     | 46                 | 151              | 25                   |